# 1956 na política

## Eventos
- 31 de Janeiro - inicio do mandato presidencialista de Juscelino Kubitschek (21º presidente).
- 23 de Fevereiro - Nikita Khrushchov ataca a veneração de Josef Stalin como sendo “culto à personalidade”.
- 2 de Março – Marrocos declara independência da França.
- 20 de Março - Tunísia ganha independência da França.
- 23 de Março – o Paquistão se torna uma República Islâmica.
- 23 de Outubro – Levante na Hungria contra o governo.
- 26 de Outubro – Tropas do Pacto de Varsóvia invadem a Hungria.
- 29 de Outubro – Crise de Suez: Israel invade a Península de Sinai e força as tropas do Egito para o outro lado do Canal de Suez.
- 2 de Dezembro - Fidel Castro e seus seguidores desembarcam em Cuba.

## Nascimentos
| Data            | Nome                      | Profissão | Nacionalidade           | Observações | Ref   |
| --------------- | ------------------------- | --- | ----------------------- | ----------- | ----- |
| 23 de fevereiro | Aldo Rebelo               | político | Brasil                  |             |       |
| 2 de março      | Eduardo Rodríguez Veltzé  | magistrado e presidente da Bolívia de 2005 a 2006                                                                  | Bolívia                 |             | [ 1 ] |
| 19 de março     | Maria de Lurdes Rodrigues | política | Portugal                |             |       |
| 23 de março     | Durão Barroso             | primeiro-ministro de Portugal de 2002 a 2004 e Presidente da Comissão Europeia desde 2004                          | Portugal                |             |       |
| 28 de julho     | Guadalupe Larriva         | ministra da defesa do Equador                                                                                      | Equador                 | m. 2007     |       |
| 10 de agosto    | Agostinho Branquinho      | jornalista, administrador e político                                                                               | Portugal                |             | [ 2 ] |
| 12 de agosto    | Gerônimo Ciqueira         | político | Brasil                  | m. 2007     |       |
| 28 de agosto    | Raimundo Pereira          | presidente da Assembleia Nacional Popular da Guiné-Bissau desde 2008 e presidente interino da Guiné-Bissau em 2009 | Portugal (Guiné-Bissau) |             | [ 3 ] |
| 28 de outubro   | Mahmoud Ahmadinejad       | presidente do Irão desde 2005                                                                                      | Irão                    |             |       |
| 5 de dezembro   | Rosalía Arteaga           | Vice-Presidente do Equador em 1996 e presidente interina do Equador em 1997                                        | Equador                 |             |       |

## Mortes
| Data            | Nome                    | Profissão                                                                                        | Nacionalidade   | Observações | Ref   |
| --------------- | ----------------------- | ------------------------------------------------------------------------------------------------ | --------------- | ----------- | ----- |
| 29 de fevereiro | Elpidio Quirino         | presidente das Filipinas de 1948 a 1953                                                          | Filipinas       | n. 1890     |       |
| 20 de março     | Wilhelm Miklas          | político austríaco e presidente da Áustria de 1928 a 1938                                        | Áustria-Hungria | n. 1872     | [ 4 ] |
| 22 de março     | Eduardo Lonardi         | presidente da Argentina em 1955                                                                  | Argentina       | n. 1896     |       |
| 29 de setembro  | Anastasio Somoza García | presidente da Nicarágua de 1937 a 1947 e de 1950 a 1956                                          | Nicarágua       | n. 1896     |       |
| 25 de outubro   | Risto Ryti              | 5° presidente da Finlândia                                                                       | Finlândia       | n. 1889     |       |
| 11 de novembro  | António Ferro           | jornalista, político e escritor                                                                  | Portugal        | n. 1895     |       |
| 14 de dezembro  | Juho Kusti Paasikivi    | presidente da Finlândia de 1946 a 1956 e primeiro-ministro da Finlândia em 1918 e de 1944 a 1946 | Finlândia       | n. 1870     |       |